# 飯岡駅
飯岡駅（いいおかえき）は、千葉県旭市後草（うしろぐさ）にある、東日本旅客鉄道（JR東日本）総武本線の駅である。

## 歴史
旭市東部の海上（うなかみ）地区（旧・海上町）にある。駅名は海岸沿いの飯岡地区（旧飯岡町）に由来するが、汽車の煤煙などを理由とした住民の反対運動により、当時の飯岡の街から遠く離れた当地に開設された。

### 年表
- 1897年（明治30年）6月1日：総武鉄道の駅として開設[1]。
- 1907年（明治40年）9月1日：総武鉄道が買収され、帝国鉄道庁の駅となる[1]。
- 1982年（昭和57年）4月1日：貨物取扱廃止[3]。
- 1987年（昭和62年）4月1日：国鉄分割民営化に伴い、東日本旅客鉄道（JR東日本）の駅となる[4]。
- 1997年（平成9年）9月14日：開設100周年に合わせて駅舎を改築、開業当初からの木造駅舎に代わり現在のRC造駅舎が開業[5]。
- 2009年（平成21年）3月14日：ICカード「Suica」の利用が可能となる[6]。東京近郊区間に組込まれる[6]。
- 2015年（平成27年）3月14日：特急「しおさい」の全列車が停車するようになる[7]。
- 2017年（平成29年）12月10日：みどりの窓口の営業終了[8]。

## 駅構造
相対式ホーム2面2線を有する地上駅。互いのホームは跨線橋で連絡している。貨物営業時は3番線があった。
成田統括センター（銚子駅）管理の業務委託駅で、JR東日本ステーションサービスが駅業務を受託しており、簡易Suica改札機が設置されている。

### のりば
| 番線 | 路線      | 方向 | 行先         |
| ---- | --------- | ---- | ------------ |
| 1・2 | ■総武本線 | 上り | 旭・成東方面 |
| 1・2 | ■総武本線 | 下り | 銚子方面     |

（出典：JR東日本:駅構内図）
- 行き違いがない場合は、駅舎側の1番線を使用する[1]。
- 2番線は特急「しおさい」の待避、上下列車の行違いに使用する。
- 1番線を上下本線とした一線通過構造であり、1・2番線いずれも両方面からの到着及び出発が可能である。
- ホームは10両編成までに対応する。

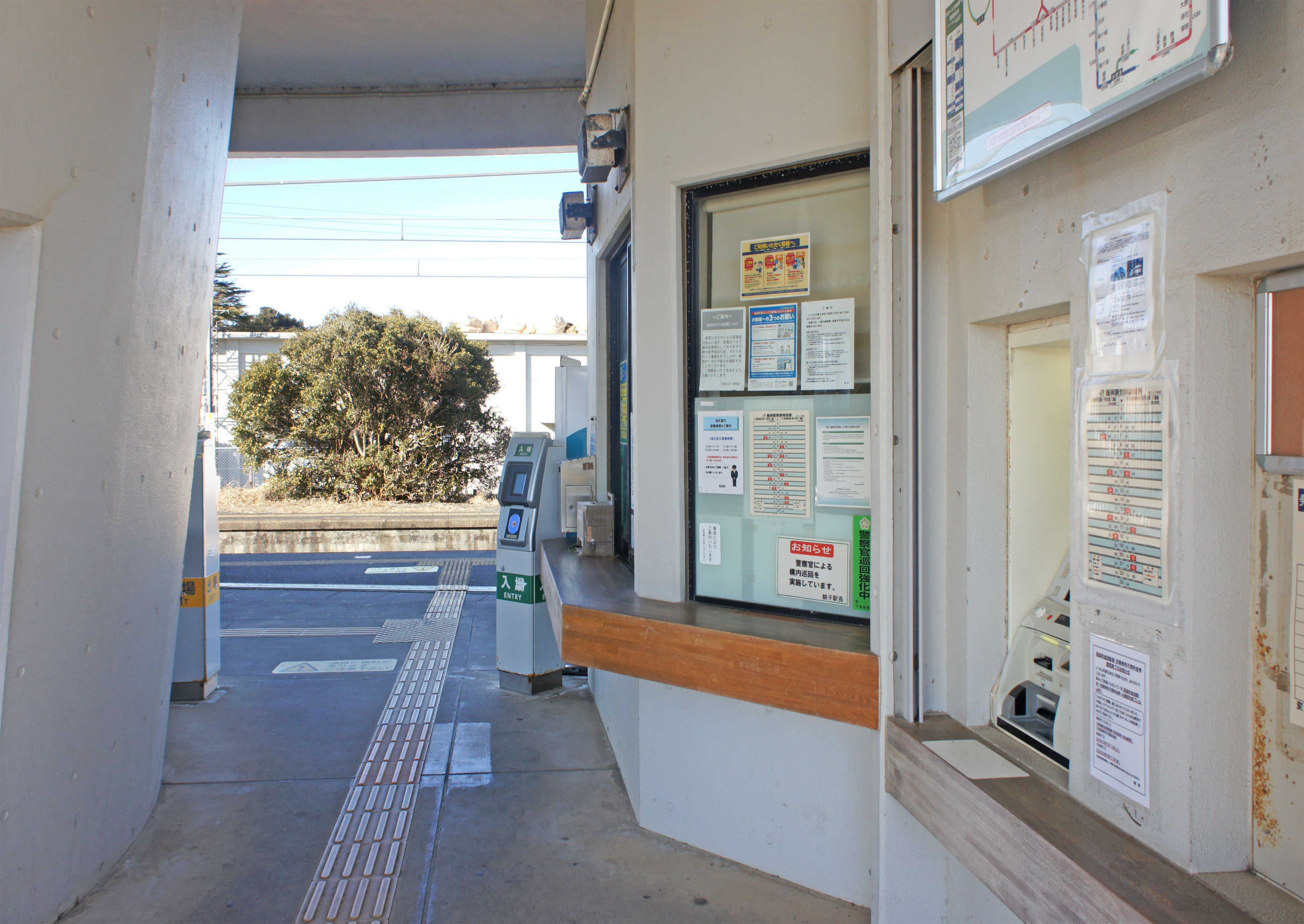
改札口（2022年2月）
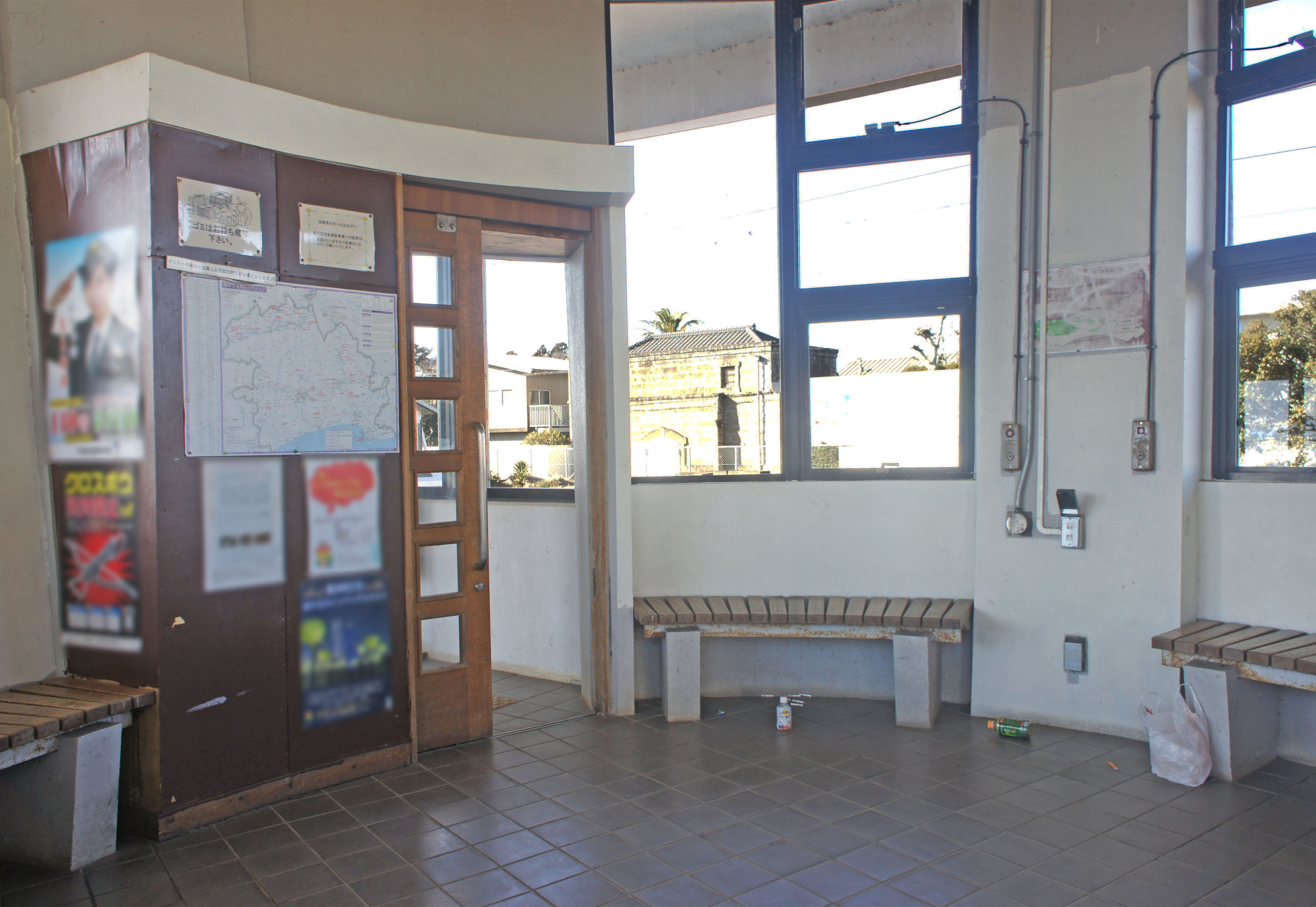
待合室（2022年2月）
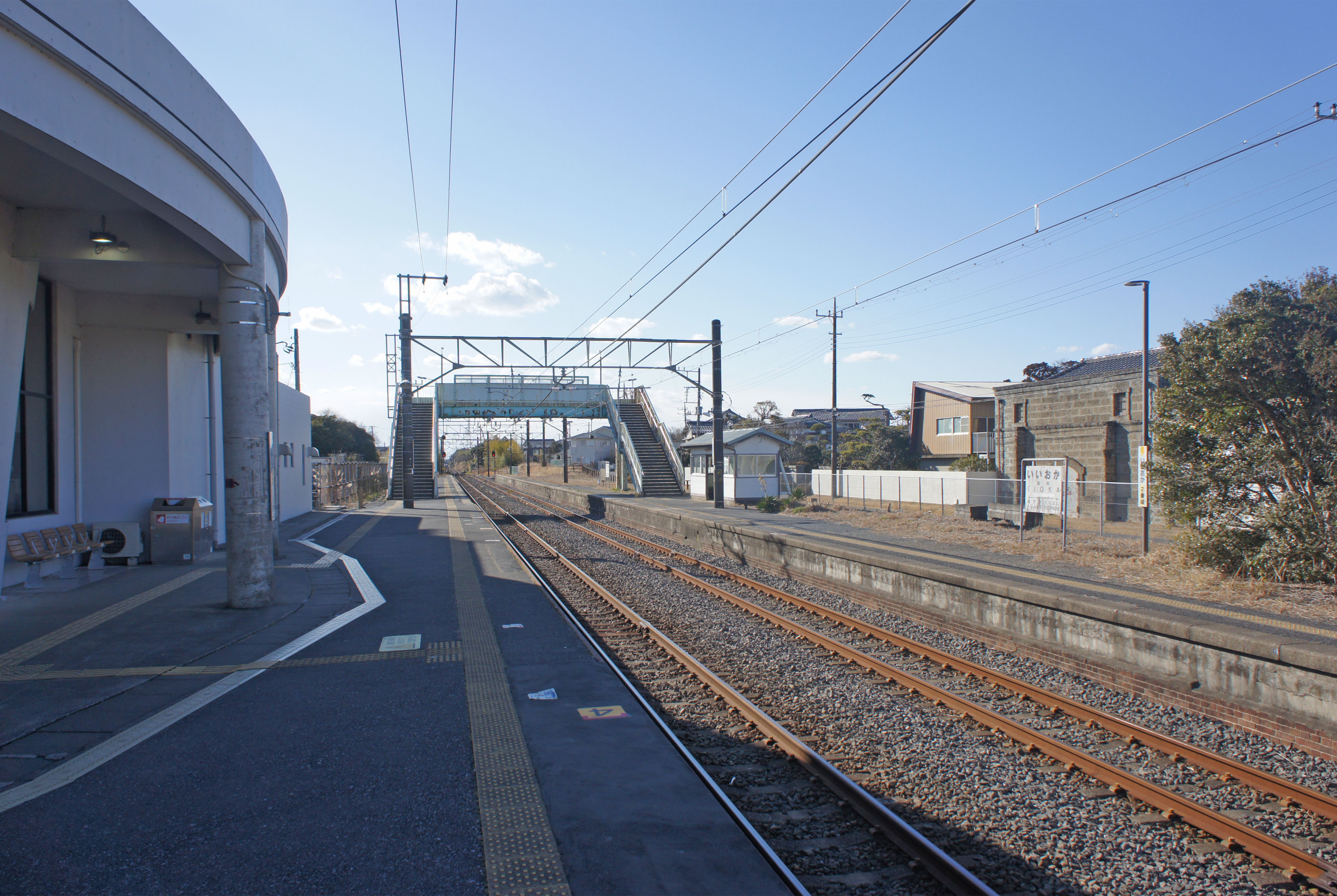
ホーム（2022年2月）

## 利用状況
2023年（令和5年）度の1日平均乗車人員は623人である。
JR東日本および千葉県統計年鑑によると、近年の1日平均乗車人員の推移は以下の通り。
| 年度               | 1日平均 乗車人員 | 出典     |
| ------------------ | ---------------- | -------- |
| 1990年（平成02年） | 1,049            | [ * 1 ]  |
| 1991年（平成03年） | 1,047            | [ * 2 ]  |
| 1992年（平成04年） | 1,052            | [ * 3 ]  |
| 1993年（平成05年） | 1,039            | [ * 4 ]  |
| 1994年（平成06年） | 966              | [ * 5 ]  |
| 1995年（平成07年） | 1,020            | [ * 6 ]  |
| 1996年（平成08年） | 1,010            | [ * 7 ]  |
| 1997年（平成09年） | 1,049            | [ * 8 ]  |
| 1998年（平成10年） | 986              | [ * 9 ]  |
| 1999年（平成11年） | 966              | [ * 10 ] |
| 2000年（平成12年） | 948              | [ * 11 ] |
| 2001年（平成13年） | 928              | [ * 12 ] |
| 2002年（平成14年） | 941              | [ * 13 ] |
| 2003年（平成15年） | 919              | [ * 14 ] |
| 2004年（平成16年） | 914              | [ * 15 ] |
| 2005年（平成17年） | 921              | [ * 16 ] |
| 2006年（平成18年） | 873              | [ * 17 ] |
| 2007年（平成19年） | 818              | [ * 18 ] |
| 2008年（平成20年） | 805              | [ * 19 ] |
| 2009年（平成21年） | 791              | [ * 20 ] |
| 2010年（平成22年） | 785              | [ * 21 ] |
| 2011年（平成23年） | 754              | [ * 22 ] |
| 2012年（平成24年） | 751              | [ * 23 ] |
| 2013年（平成25年） | 776              | [ * 24 ] |
| 2014年（平成26年） | 764              | [ * 25 ] |
| 2015年（平成27年） | 786              | [ * 26 ] |
| 2016年（平成28年） | 774              | [ * 27 ] |
| 2017年（平成29年） | 757              | [ * 28 ] |
| 2018年（平成30年） | 730              | [ * 29 ] |
| 2019年（令和元年） | 733              | [ * 30 ] |
| 2020年（令和02年） | 553              |          |
| 2021年（令和03年） | 611              |          |
| 2022年（令和04年） | 599              |          |
| 2023年（令和05年） | 623              |          |

## 駅周辺
国道126号および千葉県道71号銚子旭線沿いに商業施設・公共施設が集約している。海岸沿いの飯岡地区（旧飯岡町）・飯岡漁港・刑部岬などには旭駅よりバス路線（千葉交通旭銚子線）を利用する。
- 国道126号
- 千葉県道71号銚子旭線
- 千葉県道210号飯岡停車場線
- 銚子信用金庫海上支店
- 銚子商工信用組合海上支店
- 旭市立海上中学校
- 海上郵便局
- 旭市消防署海上分署
- 旭市海上公民館
- 旭市海上ふれあい館
- 旭市役所海上支所（旧・海上町役場）
- JAちばみどり海上中央支店
- JAちばみどり営農センター海上
- コメリハード＆グリーン海上店
- ベイシアフードセンター旭飯岡店
- カインズスーパーセンター旭飯岡店
- 海上コミュニティ運動公園
- 旭市コミュニティバス「飯岡駅」停留所 - 東西線[10]

## その他
- 旧駅舎は 1993年（平成5年）にフジテレビ系列で放送されたテレビドラマ『If もしも〜打ち上げ花火、下から見るか? 横から見るか?』 の舞台として登場する。このドラマを監督した岩井俊二はテレビドラマのシリーズ中の一作品にもかかわらず日本映画監督協会新人賞を受賞しており、監督の出世作となった。
- 改築以前の木造駅舎は総武鉄道時代からのもので、白土貞夫の著書では「千葉県最古の駅舎」と紹介されたこともある。
- 当駅 - 倉橋駅間は遮るものが何も無い小山の上に線路が存在しているため（特に飯岡駅 - トンネルまでの間）強風の影響を受けやすく、しばしば速度規制や運転中止になる。その際、当駅にて千葉駅方面に折返し運転を行う場合がある。

## 隣の駅
※当駅に停車する特急「しおさい」の隣の停車駅は列車記事を参照のこと。
東日本旅客鉄道（JR東日本）
■総武本線
旭駅 - 飯岡駅 - 倉橋駅

#### 利用状況に関する資料
1. ↑  千葉県統計年鑑 - 千葉県
2. ↑  統計あさひ - 旭市

JR東日本の2000年度以降の乗車人員
1. 1 2 3  各駅の乗車人員（2023年度） - JR東日本
2. ↑  各駅の乗車人員（2000年度） - JR東日本
3. ↑  各駅の乗車人員（2001年度） - JR東日本
4. ↑  各駅の乗車人員（2002年度） - JR東日本
5. ↑  各駅の乗車人員（2003年度） - JR東日本
6. ↑  各駅の乗車人員（2004年度） - JR東日本
7. ↑  各駅の乗車人員（2005年度） - JR東日本
8. ↑  各駅の乗車人員（2006年度） - JR東日本
9. ↑  各駅の乗車人員（2007年度） - JR東日本
10. ↑  各駅の乗車人員（2008年度） - JR東日本
11. ↑  各駅の乗車人員（2009年度） - JR東日本
12. ↑  各駅の乗車人員（2010年度） - JR東日本
13. ↑  各駅の乗車人員（2011年度） - JR東日本
14. ↑  各駅の乗車人員（2012年度） - JR東日本
15. ↑  各駅の乗車人員（2013年度） - JR東日本
16. ↑  各駅の乗車人員（2014年度） - JR東日本
17. ↑  各駅の乗車人員（2015年度） - JR東日本
18. ↑  各駅の乗車人員（2016年度） - JR東日本
19. ↑  各駅の乗車人員（2017年度） - JR東日本
20. ↑  各駅の乗車人員（2018年度） - JR東日本
21. ↑  各駅の乗車人員（2019年度） - JR東日本
22. ↑  各駅の乗車人員（2020年度） - JR東日本
23. ↑  各駅の乗車人員（2021年度） - JR東日本
24. ↑  各駅の乗車人員（2022年度） - JR東日本

千葉県統計年鑑
1. ↑  千葉県統計年鑑（平成3年）
2. ↑  千葉県統計年鑑（平成4年）
3. ↑  千葉県統計年鑑（平成5年）
4. ↑  千葉県統計年鑑（平成6年）
5. ↑  千葉県統計年鑑（平成7年）
6. ↑  千葉県統計年鑑（平成8年）
7. ↑  千葉県統計年鑑（平成9年）
8. ↑  千葉県統計年鑑（平成10年）
9. ↑  千葉県統計年鑑（平成11年）
10. ↑  千葉県統計年鑑（平成12年）
11. ↑  千葉県統計年鑑（平成13年）
12. ↑  千葉県統計年鑑（平成14年）
13. ↑  千葉県統計年鑑（平成15年）
14. ↑  千葉県統計年鑑（平成16年）
15. ↑  千葉県統計年鑑（平成17年）
16. ↑  千葉県統計年鑑（平成18年）
17. ↑  千葉県統計年鑑（平成19年）
18. ↑  千葉県統計年鑑（平成20年）
19. ↑  千葉県統計年鑑（平成21年）
20. ↑  千葉県統計年鑑（平成22年）
21. ↑  千葉県統計年鑑（平成23年）
22. ↑  千葉県統計年鑑（平成24年）
23. ↑  千葉県統計年鑑（平成25年）
24. ↑  千葉県統計年鑑（平成26年）
25. ↑  千葉県統計年鑑（平成27年）
26. ↑  千葉県統計年鑑（平成28年）
27. ↑  千葉県統計年鑑（平成29年）
28. ↑  千葉県統計年鑑（平成30年）
29. ↑  千葉県統計年鑑（令和元年）
30. ↑  千葉県統計年鑑（令和2年）